# Hans Delbrück
Hans Delbrück (ur. 11 listopada 1848 w Bergen auf Rügen, zm. 14 lipca 1929 w Berlinie) – niemiecki historyk i polityk.

## Życiorys
Od 1868 r. studiował historię, a doktorat obronił w 1873  r. u Heinricha von Sybla, na podstawie pracy o średniowiecznym kronikarzu Lampercie von Hersfeldzie – opacie klasztoru Hasungen. W międzyczasie wziął udział jako ochotnik w wojnie francusko-pruskiej 1870 roku. Zdobył wówczas stopień leutnanta. Od 1874 do 1879  r. był wychowawcą pruskiego księcia Waldemara (szóstego dziecka księcia Fryderyka Wilhelma) – późniejszego cesarza Fryderyka III). W 1881 r.  habilitował się z historii powszechnej. 
Na emeryturę przeszedł w 1921 r. Zmarł w wieku 81 lat. Pochowany został na cmentarzu Grunewald w Berlinie (kwatera: III -1-9/10).

## Rodzina
W 1884  r. ożenił się z Liną Thiersch, wnuczką Justusa von Liebiga – niemieckiego chemika. Mieli siedmioro dzieci, w tym Maxa – znanego genetyka, biologa, laureata Nagrody Nobla; Justusa – prawnika, członka opozycji antyhitlerowskiej, zmarłego w obozie NKWD na terenie Niemiec; a także Emmi – działaczkę społeczną i Amnesty International.

## Hans Delbrück jako historyk
Od 1883  r. wydawał wraz Heinrichem von Treitschke czasopismo „Preußische Jahrbücher”. Pod koniec lat 80. XIX wieku stosunki między nimi na tyle się pogorszyły, że von Treitschke odszedł z redakcji. Hans Delbrück kontynuował prace nad „Preußische Jahrbücher” do 1919  r. samodzielnie.
W 1885 r.  został mianowany nadzwyczajnym, a w 1895 zwyczajnym profesorem Uniwersytetu w Berlinie i zarazem następcą von Treitschkego. Znaczące były jego badania nad historią wojskowości, którą traktował łącznie z historią powszechną. Na nowo szacował m.in. skład liczbowy antycznych armii, których wielkość w źródłach bywała znacznie zawyżana. Jego nowatorskie podejście badawcze wywoływało spory z innymi historykami.
Podziwiał Carla von Clausewitza i upatrywał swoją historię sztuki wojennej jako kontynuację jego prac. Wprowadził rozróżnienie na „strategię przezwyciężania” (Überwältigungsstrategie) przeciwnika oraz „strategię wyczerpania” (Ermattungsstrategie). Odwoływał się przy tym bezpośrednio do dzieł Clausewitza. Uwagę opinii publicznej przykuwał jego spór z pruskim sztabem generalnym, który toczył się wokół kwestii, jaką strategię przyjmował podczas licznych wojen Fryderyk II Wielki.

## Hans Delbrück jako polityk
Od 1882 do 1885  r. był członkiem pruskiej Izby Posłów (niższej izby pruskiego parlamentu) jako przedstawiciel konserwatystów (Freikonservative Partei). Od 1884 do 1890  r. zasiadał w Reichstagu, także wraz z innymi konserwatystami (Deutsche Reichspartei). Później działał jako publicysta i komentator polityczny.
Mimo iż na początku był związany z liberalnymi konserwatystami, reprezentował często punkt widzenia socjaldemokratów. Żądał np. zniesienia kurialnego systemu wyborczego. W swoich poglądach zbliżał się do przedstawicieli socjalizmu z katedry. Występował też przeciwko antypolskiej polityce Prus.
Nie akceptował agresywnego, pruskiego militaryzmu i nacjonalizmu, jaki nastąpił za panowania Wilhelma II. Prawdopodobnie jednak popierał politykę kolonialną. Po wybuchu I wojny światowej atakował przywódców Ligi Pangermańskiej za dążenia do przejęcia władzy w Niemczech. W 1915  r. podpisał antywojenną petycję do kanclerza Theobalda von Bethmanna Hollwega. Brał udział w debatach nad strategią wojenną Rzeszy, swoimi wcześniejszymi pracami wywarł bowiem wpływ na ukształtowanie się niemieckiej doktryny wojennej początku XX wieku.
Po wojnie występował energicznie przeciwko wydumanej tezie „ciosu w plecy” (Dolchstoßlegende), jaki mieliby zadać komuniści i Żydzi „niezwyciężonej” niemieckiej armii. Krytykował jednocześnie traktat wersalski i obciążenie wyłącznie Rzeszy odpowiedzialnością za wybuch wojny oraz kosztami reparacji wojennych. Wraz m.in. z Maxem Weberem podpisał memorandum, w którym argumentowano, iż w 1914  r. Niemcy rozpoczęły wojnę obronną przeciwko carskiej Rosji. Występował potem jako rzeczoznawca w komisji śledczej Reichstagu, która miała wyjaśnić przyczyny klęski Niemiec. Ostro wówczas wytknął błędy w dowodzeniu, szczególnie gen. Erichowi Ludendorffowi.

## Dzieła
Główne dzieło Hansa Delbrücka to: Geschichte der Kriegskunst im Rahmen der politischen Geschichte (t. 1–4, 1900–1920). Wcześniej napisał Die Strategie des Perikles (1890). Zaś w 1907 wydano jego wspomnienia i mowy polityczne.